# Sergei Bogdanowitsch Semak
Sergei Bogdanowitsch Semak (russisch Сергей Богданович Семак; * 27. Februar 1976 in Sytschanske, Oblast Luhansk, Ukrainische SSR, Sowjetunion) ist ein russischer Fußballtrainer und ehemaliger -spieler. Bei der Endrunde der EM 2008 war er Kapitän der russischen Nationalmannschaft. Er ist seit Mai 2018 Trainer von Zenit St. Petersburg.

## Karriere

### Verein

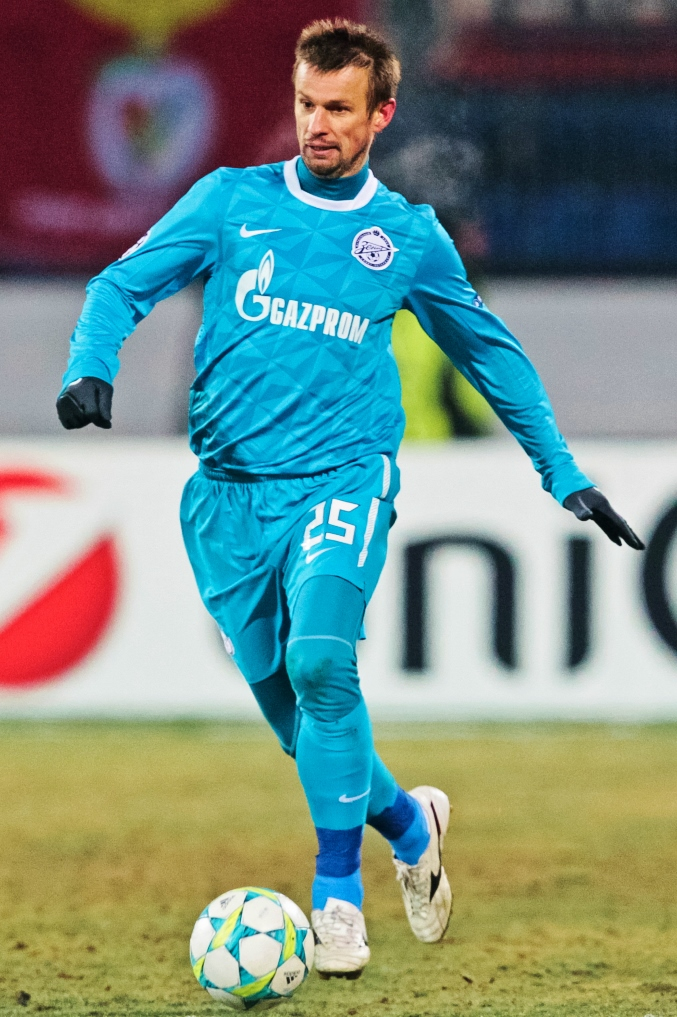
Semak im Trikot von Zenit St. Petersburg (2012)

Der bei Luhansk geborene Semak absolvierte das dortige Fußballinternat, bevor er 1992 seine Profilaufbahn in der dritten russischen Liga startete. Sein erster Verein in diesem Jahr war Presnja Moskau, er spielte aber gegen Ende des Jahres auch kurz für einen anderen Drittligisten (Karelija Petrosawodsk), bevor er zur Saison 1993 zu seinem ersten Verein – zwischenzeitlich erstklassig und in Asmaral Moskau umbenannt – zurückkehrte. 1993 debütierte er auch in der höchsten russischen Liga, wurde aber 1993 überwiegend bei der drittklassigen zweiten Mannschaft des Clubs eingesetzt. Nach einer überzeugenden Saison 1994 wurde der Moskauer Großclub ZSKA auf Semak aufmerksam und nahm ihn nach dem Abstieg seines bisherigen Vereins unter Vertrag. Während seiner Zeit bei ZSKA reifte er sehr schnell zum Führungsspieler, schon in seiner dritten Saison 1996 wurde er Kapitän der Mannschaft, die jedoch in den 90er Jahren stets im Schatten des Stadtrivalen Spartak und Lok stand, erst Anfang des neuen Jahrtausends spielte der Club ernsthaft um die Meisterschaft mit. Am größten Erfolg der Vereinsgeschichte – dem Sieg im UEFA-Pokal 2005 war er beteiligt, verließ den Club aber noch vor dem Endspiel, um erstmals in seiner Laufbahn im Ausland zu spielen. Semak konnte sich jedoch nicht beim französischen Spitzenclub Paris Saint-Germain wirklich durchsetzen und verließ den Club nach einem durchwachsenen Jahr 2005 wieder Richtung Moskau. Diesmal wurde er vom kleinsten der Hauptstadterstligisten FK Moskau unter Vertrag genommen. Nach zwei weiteren Jahren ging der zu Rubin Kasan, die er als Kapitän zu zwei Meisterschaften in Folge führte.
Am 5. August gab Semak seinen Wechsel zu Zenit St. Petersburg bekannt. Als Ablöse bezahlte Zenit drei Millionen Euro.

### Nationalmannschaft
Nach drei Einsätzen in der russischen U-21-Auswahl wurde er erstmals 1997 in den Kader der russischen A-Auswahl berufen, blieb aber lange Zeit ein reiner Ergänzungsspieler, der selten volle 90 Minuten zum Einsatz kam, so gehörte er zum russischen Kader für die Weltmeisterschaft 2002 blieb jedoch ohne Einsatz. In der Qualifikation zur EM 2004 wurde Semak dann jedoch häufiger eingesetzt,
wurde jedoch für den Kader für die EM 2004 nicht mehr berücksichtigt. Als Semak dann 2005 und 2006 nur noch in fünf Spielen zum Einsatz kam und der nach der Weltmeisterschaft 2006 neue russische Nationaltrainer Hiddink stark auf einen Neuanfang mit jungen Spielern setzte, galt seine internationale Karriere bereits als beendet, als Hiddink ihn überraschend in den Kader für die EM 2008 berief und ihn für den Wettbewerb zum Kapitän ernannte.

### Trainer
Nach seinem Karriereende fungierte Semak ab Anfang 2014 zunächst als Trainerassistent von Luciano Spalletti bei Zenit St. Petersburg. Als Spalletti am 11. März 2014 aufgrund anhaltender Erfolglosigkeit insbesondere in der russischen Meisterschaft entlassen wurde, rückte Semak als Interimstrainer nach, um danach bis 2016 als Co-Trainer sowohl für Zenit als auch für die russische Nationalmannschaft zu arbeiten. Im Dezember 2016 wurde er Cheftrainer von FK Ufa, die er in der Saison 2017/18 zu einem 6. Tabellenplatz und in die Qualifikationsrunde zum UEFA Europa League 2018/19 führte. Seit Mai 2018 ist er Cheftrainer von Zenit St. Petersburg.

## Erfolge

### Als Spieler
- Russischer Meister: 2003, 2008, 2009, 2010, 2011/12
- Russischer Vize-Meister (3): 1998, 2002, 2004
- Russischer Pokalsieger: 2002

### Als Trainer
- Russischer Meister: 2019, 2020, 2021, 2022, 2023

## Trivia
- Bei der EM 2008 war er der einzige Fußballspieler der russischen Nationalmannschaft, der nicht in Russland geboren wurde.
- Er ist der einzige Fußballer, der als Kapitän zweier verschiedener Mannschaften russischer Meister wurde.
- Er war der Erste, der sowohl als Spieler als auch als Trainer die russische Fußballmeisterschaft gewann.